# Myrmeleon (Myrmeleon) uptoni
Myrmeleon (Myrmeleon) uptoni is een insect uit de familie van de mierenleeuwen (Myrmeleontidae), die tot de orde netvleugeligen (Neuroptera) behoort. 
De Myrmeleon (Myrmeleon) uptoni is voor het eerst wetenschappelijk beschreven door New in 1985.